# Краєзнавчий музей Нікольського району
Початок історії музею
Ініціатором створення музею був Василь Петрович Качковський. Продовжив займатися питанням створення районного музею після Віктор Іванович Богатир. Фактично просвітницька організація починає працювати на громадських засадах в 1973 році. Роботу зі створення музею також вели секретар райкому партії з питань ідеології Зайченко Валентина Іванівна, керівник районним відділом культури Мілтих Іван Іванович та директор ЗОШ № 2 Литвиненко Марія Оксентіївна. В кінці 80-х – початку 90-х рр. ХХ ст. роботою музею займалися завідувач відділом культури Нікольської районної державної адміністрації Микола Іванович Дондик і секретар райкому партії Артеменко Надія Василівна.
Юридично музей був заснований 20 жовтня 1982 рішенням виконавчого комітету Нікольської районної ради «Про створення в смт Володарське районного краєзнавчого музею на громадських засадах». У своїй роботі організатори музею керувалися Типовим положенням про музеї на громадських засадах, затвердженим Колегією Міністерства культури УРСР від 25 вересня 1978 р.
Артеменко Надія Василівна згадує, що почали роботу з формування Ради створення музею, що складалася з 23 осіб. До неї увійшли Лямцева Марія Анастасівна, Литвиненко М. О., Куценко Микола Лаврентійович, секретар районної комсомольської організації Боднар Ганна Володимирівна, відповідальний секретар райкому профспілки працівників АПК Зайченко Валентина Іванівна та інші. Протягом трьох років велася наполеглива робота над пошуком і оформленням матеріалів для селищного музею, який було вирішено було розташувати в будівлі колишнього дитячого садка (три кімнати з пічним опаленням).
Почали зі створення кімнати Військової слави. Експонати збирали на території всього району. Експозиція була збагачена речами, переданими уродженцем смт Нікольське Героєм Радянського Союзу А. Д. Якименко.
Відкриття музею
Відкриття музею відбулося 9 травня 1985 до 40-річчя Перемоги у Другій світовій	війні. У ролі перших екскурсоводів виступили учні 7-Б класу загальноосвітньої школи № 1 Олена Клименко та Наталія Коваленко.
Музей знаходиться в центрі смт Нікольське. Музейну площу прикрашає, відкритий в травні 2005 р. меморіальний комплекс «Алея героїв», де знаходяться бюсти Героїв Радянського Союзу і Героїв Соціалістичної Праці нашого району. Відкриттю цієї Алеї сприяли голова районної Ради ветеранів війни та праці Макмак Іван Феофанович і голова райдержадміністрації району Троян Петро Павлович [Архівовано 22 лютого 2018 у Wayback Machine.]. Також на музейній території під відкритим небом розташована експозиція великогабаритних кам'яних знарядь праці. Поряд з котками знаходяться експонати з історії половецьких племен - «половецькі баби» і музей під відкритим небом "Козацьке подвір'я".
Керівники музею
На початку роботи музею офіційних керівників закладу не було. Роботу проводили небайдужі до цієї справи люди. Пізніше Нікольський районний відділ культури взяв музей під свою опіку і став призначати його керівників.
У 1992 році завідувачем народним музеєм історії селища Володарське стала Литвиненко Марія Оксентіївна. У 1993 році – Тарасова Надія Олександрівна. Протягом 1993-1994 рр. - Альгіна Олена Геннадіївна. З 1994 по 2008 рік керівником був призначений Воронов Анатолій Григорович. Починаючи з 2008 року роботу музею очолює Апостолова Пелагія Миколаївна.
Першим був відкритий Зал Воїнської слави і Зал історії, під час керування музеєм Тарасової Н.О. був оформлений Зал природи рідного краю. Фінансування в цей час було дуже обмежене, можливості проводити будь-яку дослідну роботу не було, тому музей працював тільки як просвітницька організація. Коли з'явилися додаткові кошти М. І. Дондик запропонував ввести посаду зберігача фондів музею. Цю посаду обійняла О. Г. Альгіна. Почалася обробка існуючих експонатів, оцінка їх історичної цінності. Після переходу Н. А. Тарасової на роботу в краєзнавчий музей м. Маріуполя, Олена Геннадіївна очолила музей, а на її посаду була запрошена Тетяна Іванівна Ширшова. 30 грудня 1991 року постановою колегії обласного управління культури музею було присвоєно звання «народного», яке було підтверджене офіційно в 2001 році. Крім нього в районі існувало ще два народних музею: Кременівський народний і Темрюцький народний музеї історії сіл.
Невеликий колектив музею працював над створенням ще одного залу - етнографічної кімнати. Під час керівництва музеєм О.Г.. Альгіної, в музеї було проведено опалення, що сприяло кращому збереженню експонатів і можливості більшої популяризації його експозицій. Проводилися не тільки екскурсії вищезазначеними залами музею, але і організовували виставки робіт місцевих умільців. Було налагоджено співпрацю з вчителями історії району: працівники музею розробляли лекції про історичні пам'ятки району, важливі події, що відбувалися на території нашого краю, про видатних людей нашої землі. Ці матеріали вчителі могли використовувати на своїх уроках. Також за цей час були поповнені фонди музею новими експонатами. 
«Рішенням Нікольської районної ради № 5 \ 23-246 від 31.10.2008 року «Про створення комунального закладу Краєзнавчого музею Нікольського району Донецької області» всі три народні музею району були об'єднані в єдину структуру. У зв'язку з цим він став працювати як наукова установа.
У грудні 2011 року від Краєзнавчого музею Нікольського району було відокремлено Темрюцьке відділення музею, згідно з «Рішенням Володарського районної ради № 6 \ 13-149 від 09.12.2011 року «Про утворення комунального закладу - музею історії села Темрюк Нікольського району Донецької області».